# 48 Hours (Brooklyn Nine-Nine)
"48 Hours" es el séptimo episodio de la primera temporada de la serie de televisión de comedia policiaca estadounidense Brooklyn Nine-Nine. Es el séptimo episodio general de la serie y está escrito por el coproductor ejecutivo Luke Del Tredici y dirigido por Peter Lauer. Se emitió en Fox en los Estados Unidos el 5 de noviembre de 2013. Es el séptimo episodio que se transmite, pero es el tercer episodio que se produce.

## Argumento
Jake Peralta (Andy Samberg) le informa a Holt (Andre Braugher) que acaba de realizar una investigación sobre el robo de una joyería y encontró a un sospechoso en el caso, Dustin Whitman (Kid Cudi). A pesar de la falta de pruebas adecuadas, Peralta ya arrestó a Whitman debido a que el sospechoso se burló de él y lo puso en la cárcel. Holt le dice a Peralta que necesitan pruebas firmes en un plazo de 48 horas o Whitman será liberado.
Esto causa enojo en el recinto, ya que todos se ven obligados a pasar el fin de semana en el trabajo, especialmente Amy Santiago (Melissa Fumero), que estaba programada para una cita. Terry Jeffords (Terry Crews) comienza a mostrar signos de falta de sueño y hace ejercicio en exceso, lo que preocupa a Holt. Jeffords le informa que ha estado haciendo ejercicio desde que su cuñado, Zeke (Jamal Duff), se quedó en su casa, haciéndolo parecer débil. Mientras tanto, Charles Boyle (Joe Lo Truglio) se mete en un concurso de degustación de pasteles entre Gina Linetti (Chelsea Peretti) y Rosa Diaz (Stephanie Beatriz) de sus respectivas pastelerias favoritas. A pesar de odiar el pastel de Díaz, Boyle miente debido a lo que siente por ella.
Peralta envía a Norm Scully (Dirk Blocker) a Nueva Jersey para comprobar la coartada de Whitman. Desafortunadamente, la coartada resulta ser cierta. Sin embargo, Peralta finalmente se entera de que Whitman fue a prisión y que un amigo robó la tienda usando el modus operandi de Whitman. para asegurar la coartada de Whitman, y dividir el dinero. Esto envía a Whitman a prisión y evita que el fiscal de distrito demande al distrito. Peralta decide compensar a los demás por perder su fin de semana cubriendo sus turnos (excepto el de Santiago). Zeke visita el recinto y continúa burlándose de Jeffords hasta que Holt miente sobre Jeffords liderando una redada contra la mafia rusa en un intento de mostrar su fuerza. Luego, Holt hace que Jeffords duerma en su oficina.

## Recepción

### Espectadores
En su emisión estadounidense original, "48 horas" fue visto por un estimado de 3,84 millones de televidentes domésticos y obtuvo una cuota de audiencia de 1,6 / 4 entre adultos de 18 a 49 años, según Nielsen Media Research.  Este fue un ligero aumento en la audiencia con respecto al episodio anterior, que fue visto por 3,77 millones de espectadores con un 1,6 / 4 en la demografía de 18 a 49 años. Esto significa que el 1,6 por ciento de todos los hogares con televisores vieron el episodio, mientras que el 4 por ciento de todos los hogares que veían televisión en ese momento lo vieron. Con estas calificaciones, Brooklyn Nine-Nine fue el segundo programa más visto en FOX durante la noche, superando a Dads y The Mindy Project pero detrás de New Girl, cuarto en su franja de horario y octavo por la noche en la demografía 18-49.

### Revisiones críticas
"48 horas" recibió críticas positivas de la crítica. Roth Cornet de IGN le dio al episodio un "excelente" 8.0 sobre 10 y escribió: "48 horas fue otro gran episodio en la temporada de Brooklyn Nine-Nine. La configuración se siente familiar, pero las bromas siguen haciéndose más fuertes, ya que conoce y ama a estos personajes cada vez más ".
Molly Eichel de The A.V. Club le dio al episodio una calificación de "B" y escribió: "A pesar de los elementos estructurales que son tanto un problema de toda la temporada (y recuerde, Brooklyn Nine-Nine tiene solo siete episodios en este momento) como uno episódico, '48 Horas estaba lleno de líneas de risa genuinas. Además, resaltó la comedia física de dos jugadores que mencioné antes: Terry y Santiago. Las flexiones de sueño de Terry y la caída del episodio final en el sofá de Holt fueron geniales, pero su físico no es una sorpresa. Melissa Fumero hace la mayor parte de su actuación en su cara, y es bastante divertido de ver, ya sea que esté tratando de obtener consejos de ojos ahumados de una prostituta encarcelada solo para descubrir que la dama de la noche tiene una erupción de ETS o está reaccionando a la idea de un hombre cuyo parche le hormiguea. Santiago es uno de los muchos personajes que pueden ser divertidos, incluso sin girar en torno a Peralta ".
Alan Sepinwall de HitFix escribió: "A los policías supuestamente les encantan las donas, por lo que quizás sea apropiado que hasta ahora, Brooklyn Nine-Nine haya sido el ejemplo por excelencia de un espectáculo de donas: delicioso y masticable en el perímetro, y sin ofrecer nada en el medio". Aaron Channon de Paste le dio al episodio un 7,1 sobre 10 y escribió: "Los espectadores de televisión a menudo sienten una profunda tristeza cuando terminan sus programas favoritos. Los personajes queridos se convierten en parte de nuestras vidas, y ocasionalmente podemos vernos profundamente afectados por sus destinos. Aunque la ausencia de una semana de Brooklyn Nine-Nine no dejó un agujero del tamaño de Tony Soprano en mi corazón, tengo que admitir que extrañé a la pandilla más de lo esperado. El afecto universal por varios de los personajes de una serie no necesariamente indica la calidad de programación, pero es casi seguro que existe una correlación entre ella y la audiencia continua. Y es una suerte que los personajes sean tan agradables como ellos porque '48 Hours 'no inspiró mucha confianza en la creatividad futura de líneas de la trama de Brooklyn Nine-Nine ".